# 沖縄電子少女彩
沖縄電子少女彩（おきなわでんししょうじょさや、2000年8月7日 - ）は、日本の女性アイドル、シンガーソングライター、ノイズミュージシャン。女性アイドルグループ・Tincy（ティンシー）の元メンバー（「さや」名義）。沖縄県沖縄市出身。

## 来歴
小学6年生の時に事務所に入り、中学1年生から1年半、「超王道のアイドルグループ」に所属。
2016年
6月、廣山哲史（RYUKYUDISKO）がサウンドプロデュースする沖縄アヴァンギャルドテクノアイドル・Tincyに加入。Tincyメンバーとして、沖縄を中心に東京や台湾でライブ活動を行い、4枚のシングルCDをリリース。
2017年
4月より「沖縄電子少女彩」名義でソロ活動を開始。沖縄音楽、ノイズ、アンビエント、アブストラクトヒップホップ、フレンチポップなど多岐に渡る楽曲を展開。
12月、DOMMUNEに出演、海外から反響があった。また、「南波一海のアイドル三十六房 R-グランプリ」で「とある星の物語」が年間12位に選ばれる。
2018年
1月20日、ファーストアルバム『サンジェルマン伯爵からの招待状』リリース。
5月1日、タンバリンアーティスツに所属（音楽活動を除く）。
6月23日、LiLii Kaonaとのコラボユニット「TOKYO ORGANIC CHEMICALS（東京有機薬品）」初披露。
7月5日、四次元フォーク歌手「神田川さや」のデビュー曲「窓の上にも下にも神田川 / 黒髪」をリリース。
9月、活動拠点を東京に移す。
10月25日、"生き別れの双子の妹"「中華電子少女彩」デビューライブ。
2019年
1月10日、SOZELICA（中村ソゼ（めろん畑a go go））とのコラボユニット「SOZESAYA」初披露。
3月20日、DOMMUNEにて女子高生卒業記念に『沖縄電子少女彩！メモリアルJK5時間スペシャル』が配信される。
5月15日、インダストリアル・アーティスト、AXとコラボレーション作『Chastity』をリリース。
8月7日、セカンドアルバム『黒の天使』リリース。それに伴い全国17都市リリースツアーを行う。アルバムには、魚住有希（ex.LoVendoЯ）、一楽儀光、美川俊治（Incapacitants、非常階段）、ASTRO、河端一（Acid Mothers temple）、森田潤、宇川直宏（DOMMUNE）など豪華アーティストが参加する。
11月、Vtuber・ミソシタとのユニット「ミソシタ×沖縄電子少女彩」でシングル『sleepless night』リリース。
2020年
2月24日、ノイズバンド・非常階段とのコラボ「彩階段」でノイズ、沖縄音楽、昭和歌謡をテーマにしたアルバム『沖縄階段～彩の夢は夜ひらく～』リリース。
3月、サードアルバム『NEO SAYA』リリース。地元沖縄のメディアにも取り上げられる。
7月、『WIRED JAPAN』（コンデナスト・ジャパン）、『ギズモードジャパン』、『サイゾー』（サイゾー）などを立ち上げた起業家で自著も多い「こばへん」こと「小林弘人」が作詞したソーシャルディスタンスダンスをテーマにした楽曲『Dancing in the distance』を作曲・編曲して発表。
8月、fm那覇にて沖縄電子少女彩がパーソナリティーを務める番組『東京の夜の奥から』が放送開始。
10月、セカンドアルバム『黒の天使』がロシアのiTunes Store J-POPランキングにて一位にチャートインされる。
2021年
2月、作詞・作曲を担当した中野ブロードウェイ公式テーマソング『愛のメロディー〜ブロードウェイ〜』をリリース。
3月、セカンドアルバム『黒の天使』に収録の『崇元寺~Gusuku Nu Nkashi~』がイギリスのiTunes Store J-Popランキングにて一位にチャートインされる。
8月、GENET率いるAUTO-MODのニューバンド、AUTO-MOD DTD with 彩のメンバーとしてバンド活動開始。
11月、七尾旅人、ESME MORI、AUTO-MODのGENETなどがゲスト参加するニューアルバム『Doomsday～終末～』が2022年1月26日にリリースすることが発表される。
11月、沖縄のアイドルグループ、RYUKYUIDOLへ楽曲「棘」を作曲と編曲で提供。
2022年
1月、エレクトロ、沖縄音楽、テクノ、アンビエント、ノイズなどが融合したアルバム『doomsday〜終末〜』がリリースされる。ゲストに七尾旅人、ESMEMORI、AUTO-MODのGENET、廣山哲史（RYUKYUDISKO）一楽儀光、美川俊治（Incapacitants、非常階段）、ASTRO、森田潤、纐纈雅代、MIKISARAのさのみきひと、Yuki Hataが参加。17曲中16曲を沖縄電子少女彩が作曲と編曲を担当。すばるクリティーク賞を受賞した評論家、西村紗知によるレビューが話題を呼ぶ。他にも音楽雑誌や新聞、Webメディアに取り上げられる。リリース記念としてDOMMUNEにて「沖縄電子少女彩が紡ぐ新世代の沖縄音楽」5時間スペシャルが配信される。
4月、作家、長谷川昌一の著書『中野ブロードウェイ物語』にインタビュー記事が掲載される。
6月、小学館の雑誌『Maybe!』の特集「『日本で最も戦争に近い』沖縄の声を聞く」内にてインタビュー記事が掲載される。
7月、海外でも大きな評価を受ける音楽家の灰野敬二とユニット「精魂」を結成、7月29日にアルバム『愉楽』がリリースされる。
８月、プロレス団体「DRAGONGATE」のオフィシャルテーマ曲「SPACE GATE 2022」のリミックス。吉岡勇紀とドラゴン・ダイヤによるタッグチーム「D'Courage」のテーマ曲「勇気とダイヤモンド」の作詞と歌唱を担当する。